# 那波尼德
那波尼德，又譯那波尼達、拿波尼度、那布尼德（Nabonidus，阿卡德語：𒀭𒀝𒈾𒀪𒀉；？—前539年或以後），是新巴比倫王國的第六任君主，在位年期為前556年至前539年。
那波尼德與上任君主拉巴施馬爾杜克的關係不明，當拉巴施馬爾杜克在前556年的一次政變中被殺後，那波尼德接任為王。
那波尼德對古代文物研究有濃厚興趣。在內政方面，那波尼德與國內的馬爾杜克祭司集團不和，便在大約前549年離開巴比倫城，前往阿拉伯沙漠的綠洲泰馬，專注於崇拜月神「辛」。那波尼德任命其子伯沙撒為共同攝政。
前540年，那波尼德為了防禦波斯人入侵，從泰馬返回巴比倫。在前539年，波斯的居魯士二世入侵巴比倫，那波尼德率兵迎戰失敗，巴比倫城在幾乎無抵抗之下陷落，伯沙撒被殺，他本人被俘（一說投降），王國滅亡。